# Gouvernement Matas I
Pour les articles homonymes, voir Matas (homonymie).
Îles Baléares
Soler Antich I
Le gouvernement Matas I (en catalan : Primer Govern de Jaume Matas) est le gouvernement des îles Baléares du 19 juin 1996 au 28 juillet 1999, sous la IVe législature du Parlement.

## Historique
Ce gouvernement est dirigé par le nouveau président des îles Baléares conservateur Jaume Matas. Il est constitué du seul Parti populaire (PP) et dispose de 30 députés sur 59, soit 50,8 % des sièges du Parlement.
Il est formé à la suite de la démission du président sortant Cristòfol Soler, désavoué par sa propre majorité.

### Formation
Le 14 juin 1996, Jaume Matas remporte le vote d'investiture au Parlement par 33 voix favorables et 26 contre. Nommé président le 18 juin suivant, le nouveau gouvernement de Jaume Matas entre en fonctions le 19 juin. Un remaniement est opéré le 12 juin 1997.

## Composition

### Initiale
| Fonction                                                                   | Titulaire | Titulaire                           | Parti |
| -------------------------------------------------------------------------- | --------- | ----------------------------------- | ----- |
| Président                                                                  |           | Jaume Matas i Palou                 | PP    |
| Conseillère à la Présidence                                                |           | Rosa Estaràs Ferragut               | PP    |
| Conseiller à l'Équipement                                                  |           | Joan Verger Pocoví                  | PP    |
| Conseiller à la Fonction publique et à l'Intérieur                         |           | José Antonio Berastain Díez         | PP    |
| Conseiller à la Fonction publique et à l'Intérieur                         |           | Manuel Ferrer Massanet (20/03/1997) | PP    |
| Conseiller à l'Économie et aux Finances                                    |           | Antoni Rami i Alós                  | PP    |
| Conseiller à l'Éducation, à la Culture et aux Sports                       |           | Juan Flaquer Riutort                | PP    |
| Conseiller au Travail et à la Formation                                    |           | Guillem Camps Coll                  | PP    |
| Conseiller à l'Environnement, à l'Aménagement du territoire et au Littoral |           | Bartomeu Reus Beltrán               | PP    |
| Conseiller au Tourisme                                                     |           | José María González Ortea           | PP    |
| Conseiller à la Santé et à la Consommation                                 |           | Francesc Fiol Amengual              | PP    |
| Conseiller à l'Agriculture, au Commerce et à l'Industrie                   |           | Josep Juan Cardona                  | PP    |

### Remaniement du12 juin 1997
- Les nouveaux conseillers sont indiqués en gras, ceux ayant changé d'attributions en italique.

| Fonction                                                                   | Titulaire | Titulaire                 | Parti |
| -------------------------------------------------------------------------- | --------- | ------------------------- | ----- |
| Président                                                                  |           | Jaume Matas i Palou       | PP    |
| Conseillère à la Présidence                                                |           | Rosa Estaràs Ferragut     | PP    |
| Conseiller à l'Équipement                                                  |           | Joan Verger Pocoví        | PP    |
| Conseillère à la Fonction publique et à l'Intérieur                        |           | Pilar Ferrer Vanrell      | PP    |
| Conseiller à l'Économie et aux Finances                                    |           | Antoni Rami i Alós        | PP    |
| Conseiller à l'Éducation, à la Culture et aux Sports                       |           | Manuel Ferrer Massanet    | PP    |
| Conseiller au Travail et à la Formation                                    |           | Guillem Camps Coll        | PP    |
| Conseiller à l'Environnement, à l'Aménagement du territoire et au Littoral |           | Miquel Àngel Ramis Socias | PP    |
| Conseiller au Tourisme                                                     |           | José María González Ortea | PP    |
| Conseiller à la Santé et à la Consommation                                 |           | Francesc Fiol Amengual    | PP    |
| Conseiller à l'Agriculture, au Commerce et à l'Industrie                   |           | Josep Juan Cardona        | PP    |